# Zetomotrichus lacrimans
Zetomotrichus lacrimans – gatunek roztocza z kohorty mechowców i rodziny Zetomotrichidae..
Gatunek ten został opisany w 1934 roku przez François Grandjean.
Mechowiec ten ma zaokrąglone pośrodku rostrum, pozbawione zębów na środkowej części krawędzi i organ gruszkowaty z jednym przewodem.
Gatunek znany z rejonu śródziemnomorskiego, Afryki Południowej i Filipin.